# Миклавж-на-Дравськем Полю
Миклавж-на-Дравськем Полю (словен. Miklavž na Dravskem polju) — поселення в общині Миклавж-на-Дравськем Полю, Подравський регіон‎, Словенія.